# Jorge Azcón
Jorge Antonio Azcón Navarro (Saragossa, 21 de novembre de 1973) és un advocat i polític espanyol del Partit Popular. Va exercir com a alcalde de Saragossa entre el 2019 i el 2023. Actualment també és membre de la Junta Directiva Nacional del PP i president regional del Partit Popular d'Aragó.

## Biografia
Va néixer el 21 de novembre de 1973 a Saragossa. És el menor de cinc germans, és casat i té dos fills.
Va treballar durant diversos anys com a director territorial a Aragó de MRA, empresa especialitzada en la promoció d'habitatges de protecció oficial.
Va estudiar als col·legis de Teresianes del Pilar i Juan de Lanuza, més tard es va llicenciar en Dret i va fer un màster en urbanisme per la Universitat de Saragossa.

### Trajectòria política
En la seva etapa universitària és quan va començar la seva inquietud per la política i es va afiliar a les Noves Generacions del Partit Popular, formació de la qual va arribar a ser president provincial i regional i membre dels Comitès Executius Regional i Provincial.
Durant l'etapa del govern de José Atarés va ser regidor de Joventut i Personal entre el 2000 i el 2003. Des del 2003 fins al 2007, va estar a l'oposició. El 2011 va tornar a la política municipal després de treballar en una empresa privada especialitzada en la construcció de VPO. Des del 2015 és portaveu del Partit Popular a l'Ajuntament de Saragossa i ha estat a l'oposició fins al 15 de juny de 2019 quan va ser investit alcalde de Saragossa, després d'un pacte amb Ciutadans, liderat per Sara Fernández Escuer qui va ser proclamada vicealcaldessa.
Ha estat president provincial i regional de Noves Generacions del Partit Popular, i membre dels Comitès Executius regional i provincial. Actualment és membre de la Junta Directiva Nacional del PP i dels Comitès Executius Regional i Provincial del Partit Popular d'Aragó.
L'any 2000 a causa de la marxa de Luisa Fernanda Rudi a Madrid per convertir-se en la primera dona a ser presidenta del Congrés dels Diputats, José Atarés el va substituir a l'alcaldia i Jorge Azcón va prendre possessió de la seva acta de regidor.

### Alcalde de Saragossa
A les eleccions municipals de 2019 el PSOE encapçalat per Pilar Alegría va aconseguir deu regidors dels 33 que conformen el ple de l'Ajuntament de Saragossa. El segon partit més votat va ser el Partit Popular d'Azcón que va aconseguir vuit regidors i que va perdre 15.736 vots respecte a l'anterior cita electoral el 2015. El 15 de juny de 2019, Azcón va ser investit alcalde de Saragossa amb el suport dels sis regidors de Ciutadans. El Partit Popular va recuperar l'alcaldia setze anys després, tot i que formant un govern en coalició amb Ciutadans.

### Candidat a la Presidència
Azcón és president del Partit Popular d'Aragó des del desembre del 2021. Va ser elegit al XIV Congrés regional del partit, al qual es va presentar com a únic candidat, i que va guanyar amb el 97,92% dels vots emesos. Gairebé un any després d'aquesta elecció, el desembre del 2022 confirma la seva candidatura a la presidència d'Aragó, i per tant, la seva renúncia a la reelecció com a alcalde de Saragossa. Va cedir el lloc a Natalia Chueca, candidata a l'alcaldia pel PP i alcaldessa des de juny de 2023.
Va liderar el Partit Popular d'Aragó a les eleccions autonòmiques del 28 de maig de 2023 partint com a cap de llista de la província de Saragossa. En aquestes eleccions el PP aconsegueix el 35.50% dels vots i 28 escons dels 67 que conformen les Corts d'Aragó. Encara que Jorge Azcón fos la candidatura més votada, no va aconseguir la majoria necessària per ser elegit president del Govern d'Aragó. Necessita els suports de Vox (7 diputats) per poder ser investit president.
Després d'un pacte amb Vox, es preveu que sigui investit president el proper 8 o 9 d'agost. El pacte inclou cedir a Vox la vicepresidència i dues conselleries, la d'Agricultura i Desenvolupament Territorial i la de Despoblació i Justícia. També va anunciar la derogació de la llei de memoria democratica i la revisió de la llei d'ús, protecció i promoció de les llengües pròpies.